# Dymitr Zwonimir
Demetriusz lub Dymitr Zvonimir (chorw. Dmitar lub Dimitar Zvonimir, zm. 1089) – władca Królestwa Chorwacji od 1075 do 1089 r.; żonaty z Heleną Lepą – córką króla węgierskiego Beli I i siostrą króla Władysława I Świętego.

## Życiorys

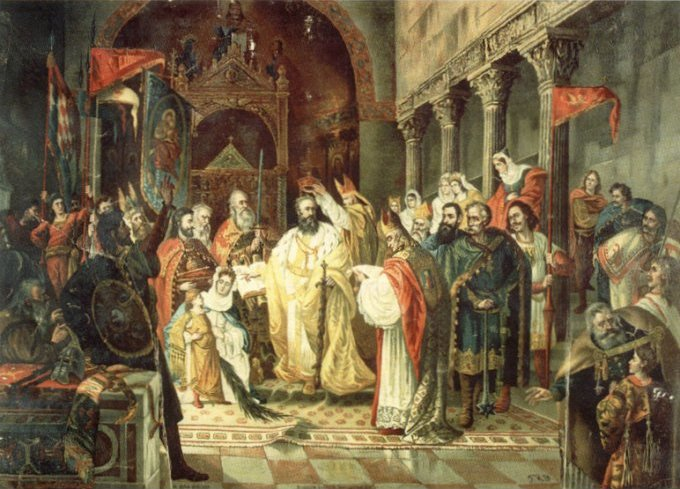
Ferdo Quiquerez: Koronacja króla Zvonimira

### Dojście do władzy
Niewiele wiadomo o pochodzeniu Zvonimira. Najprawdopodobniej wywodził się dynastii Svetoslaviciów, tj. bocznej linii Trpimirowiczów, będąc jednym z potomków Świętosława Suronji, być może synem Stefana I. Niektórzy badacze postulują również, że władca mógł być przedstawicielem jednego z możnych rodów chorwackich, na co wskazywać mają liczne posiadłości Zvonimira. W latach ok. 1060–1075 piastował urząd bana w Slawonii, w Chorwacji Posawskiej. Ok 1063 r. Zvonimir najprawdopodobniej z pomocą swoich krewnych Arpadów, zawładnął tak zwaną Marchią Dalmatyńską, tj. obszarem Zatoki Kvarnerskiej od Rijeki do Labina. Kiedy Zvonimir objął tron, miasta i wyspy Dalmacji były pod panowaniem Normanów. Stamtąd wyparli ich Wenecjanie, a miasta dalmatyńskie i Biograd na Moru przyrzekły, że już więcej nie będą prosić Normanów o pomoc.

### Koronacja z rąk papieskich

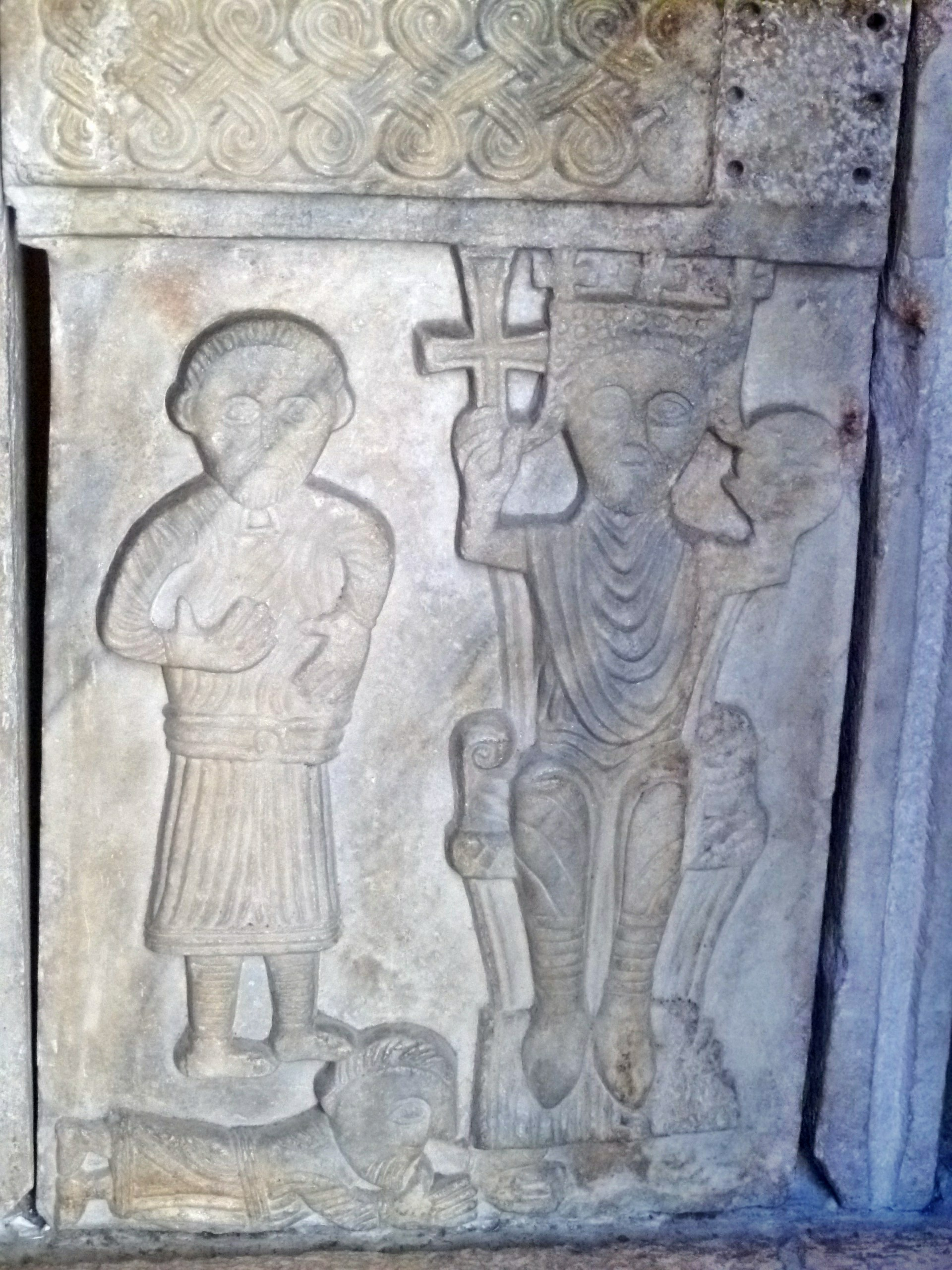
Romański relief, z XI w., z katedry w Splicie – może przedstawiać króla Zvonimira, choć część badaczy uznaje, iż jest to Piotr Krzesimir IV

Po schwytaniu Piotra Krzesimira IV Zvonimir koronował się w nie do końca znanych okolicznościach. W sporze papiestwa z Cesarstwem Bizantyńskim Zvonimir poparł papieża Grzegorza VII, co najprawdopodobniej przełożyło się na jego szybką koronację w Solinie, w kościele św. Piotra i Mojżesza, najpewniej w roku 1075. Bratanek Krzesimira IV, Stefan II, z niewiadomych przyczyn został pominięty w procesie sukcesyjnym. W uroczystości koronacyjnej wziął udział legat papieski, bliżej nieznany opat, Gebizon, który miał nowemu władcy przekazać sztandar papieski (jako znak lennej zależności), miecz, berło i koronę. Zvonimir był pierwszym i ostatnim królem chorwackim, który koronowany był w ten sposób. Koronacja w Solinie, a nie w Biogradzie na Moru, jest zdaniem niektórych historyków dowodem na symboliczne zerwanie z tradycją dynastii Trpimirowiczów. Chorwacki władca został koronowany jako wasal papieża. Zachował się odpis aktu koronacyjnego z października 1075 r. Zvonimir przyrzekał, że będzie rządzić sprawiedliwie, chronić kościoły i klasztory oraz przekazywać papieżowi po 200 dukatów bizantyjskich rocznie (zob. świętopierze). Ślubowanie obejmowało również zobowiązanie do realizowania założeń reformy Kościoła, w tym przede wszystkim poparcia papieża w sporze z cesarzem o inwestyturę, a także wprowadzenia celibatu. Władca podarował wysłannikom papieża bogato uposażony klasztor św. Grzegorza w miejscowości Vrana, który zwolnił ze wszelkich zobowiązań podatkowych.
W jednej z watykańskich komnat znajduje się fresk z początku XVII w., przedstawiający moment składania przysięgi przed papieżem Grzegorzem VII. Król klęczy i składa ślubowanie na Ewangelię, które to jest jednym z pierwszych udokumentowanych aktów ustanowienia relacji wasalnej między władcą chorwackim a seniorem, czym otwiera się w Chorwacji droga do systemu feudalnego. Od momentu koronacji nowy władca przyjął chrześcijańskie imię Demetriusz (Dmitar) i tytułował się jako Rex Chroatie atque Dalmatie (król Chorwaci i Dalmacji) lub rex Chroatorum (król Chorwacji). Na płycie z Baški z końca XI w. występuje jako Zv(o)nim(i)r – kral’ hrvatski, co stanowi pierwsze zachowane imię i tytuł władcy chorwackiego zapisane w j. chorwackim pismem głagolickim.

### Panowanie

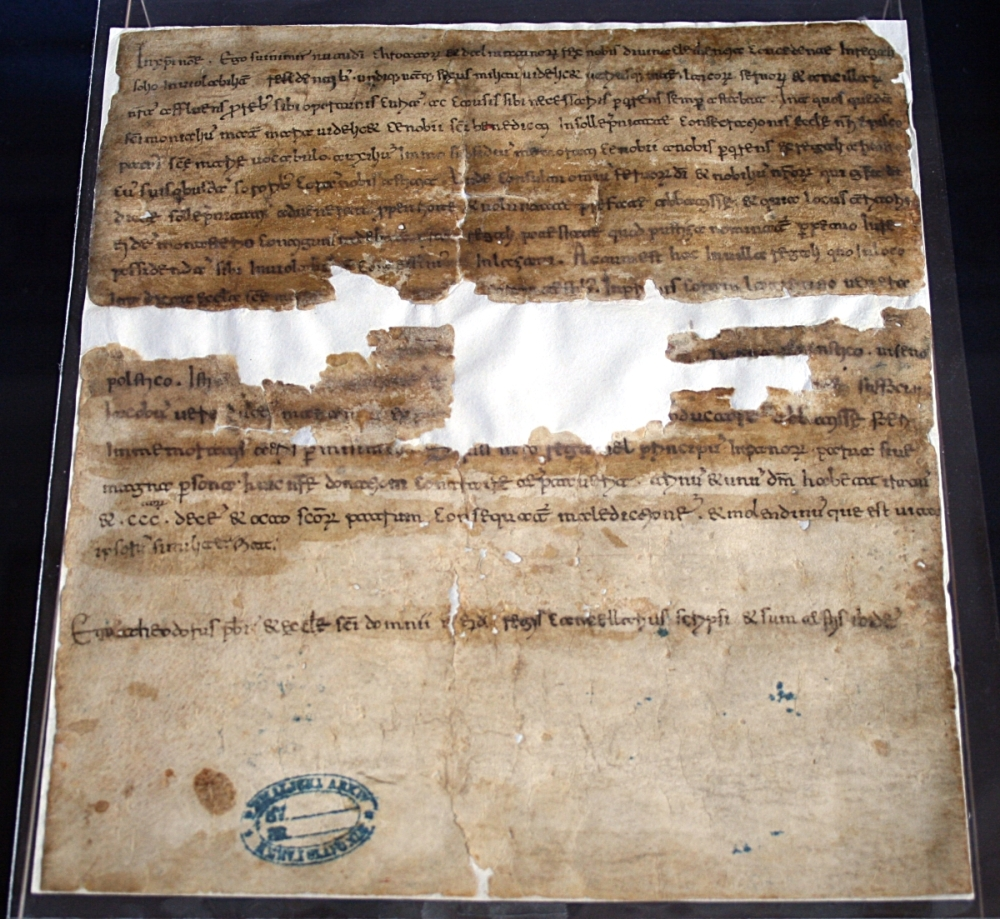
Akt nadania klasztoru wystawiony przez króla Zvonimra

W polityce zagranicznej oraz kościelnej Zvonimir był zdecydowanym stronnikiem papieża Grzegorza VII. W procesie umacniania władcy polegał na Kościele i jego najważniejszym przedstawicielu w Chorwacji, tj. arcybiskupie Splitu – Lovro. W 1074 r. na synodzie w Splicie ponownie zakazano sprawowania liturgii w języku słowiańskim. Zvonimir jako sojusznik papieża musiał taką decyzję popierać. Jednak na płycie z Baški przedstawiony jest jako fundator ziemi pod znajdujący się na wyspie Krk kościół św. Łucji, w którym tzw. głagolici pielęgnowali liturgię słowiańską. Oznacza to, że Zvonimir najprawdopodobniej jednocześnie popierał papiestwo i sprzyjał głagolitom. Płyta z Baški dowodzi również, że król sprawował w owym czasie władzę na północno-zachodnich ziemiach Chorwacji, szczególnie w części Istrii do rzeki Rašy oraz na wyspach północnego Adriatyku, tj. Krk, Osor, Rab. Sojusz z papiestwem umacniał pozycję władcy na arenie międzynarodowej. W 1079 r. papież skierował przestrogę do Wecelina z Istrii, ostrzegając go przed napadem na Chorwację.
Nie ma dokładnych danych mówiących, jaki zasięg miała liturgia słowiańska na wyspie Krk, ale z pewnością była w użyciu w klasztorach benedyktyńskich. W całym rejonie zatoki Kvarnerskiej, a więc i na pozostałych wyspach tj. Rab, oraz na półwyspie Istria, liturgia słowiańska była do tego stopnia zakorzeniona, że dominowała nad łacińską. O władzy króla nad Dalmacją, lub przynajmniej jej poszczególnymi miastami, świadczy również tzw. ewangeliarz osorski, w którym mieszkańcy Osoru nazywają Zvonimira naszym królem i śpiewają na jego cześć pieśni pochwalne.

Oprócz Kninu Zvonimir miał jeszcze dwie stolice: Solin i Biograd na Moru. Władca również często odwiedzał Split, gdzie w klasztorze przebywał wojewoda Stefan – późniejszy król chorwacki Stefan II. Dotychczasowych wojewodów i zwierzchników plemion Zvonimir mianował książętami i możnymi, zgodnie z prawem feudalnym. W latach 1081–1085, prawdopodobnie jako wasal papieski, został sojusznikiem normańskiego księcia, Roberta Guiscarda, w czasie jego najazdu na Bizancjum oraz toczył wojnę z Wenecją, pozostającą sojusznikiem cesarza Aleksego I Komnena. Flota króla, wraz z mieszkańcami Dubrownika, prowadziła boje wzdłuż albańskiego i greckiego wybrzeża. Chociaż wraz z zakończeniem wojny w 1085 r. i śmiercią Roberta Guiscarda, cesarz Aleksy I Komnen nadał tytuł dux Dalmatiae (książę Dalmacji) oraz powierzył administrację dalmatyńską weneckiemu doży, Vitale Falierowi, to Zvonimir zdołał zachować władzę nad całym terytorium swojego królestwa. 

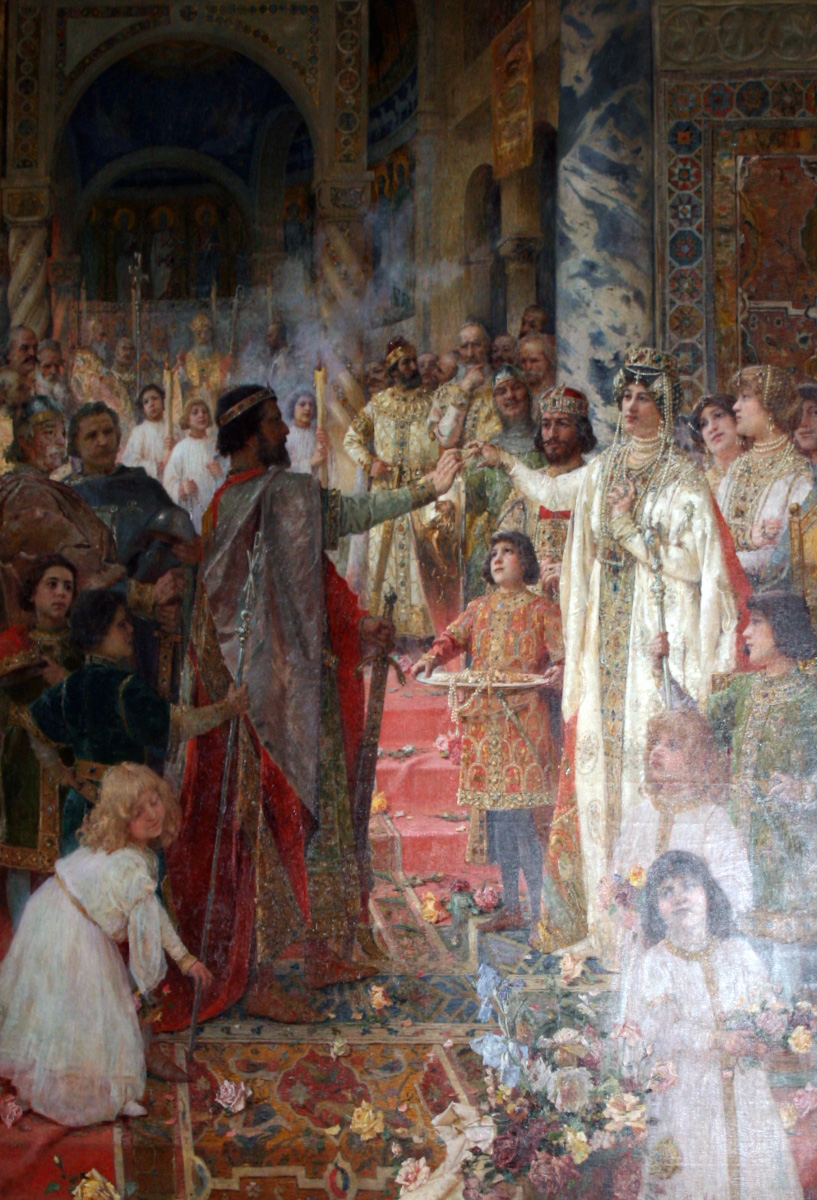
Celestin Medović: Zaręczyny króla Zvonimira

Współczesna historiografia uznaje, iż całe panowanie Zvonimira charakteryzowała słabość władzy królewskiej. W stosunkach wewnętrznych prawdopodobnie było to wynikiem wzrostu znaczenia możnowładztwa, które również dzięki licznym nadaniom władcy poszerzało swoje wpływy i majątki. Polityka zewnętrzna natomiast stanowiła próbę wyciągnięcia państwa z kryzysu politycznego, wykorzystując do tego celu najrealniejsze w ówczesnym okresie sojusze z Węgrami i Rzymem. W związku z dobrymi dla kraju decyzjami geostrategicznymi Zvonimira uważa się za jednego z najwybitniejszych władców chorwackich.

### Śmierć i następstwa
Zvonimir zmarł w I poł. 1089 r. w niewyjaśnionych okolicznościach. Latopis popa Duklanina śmierć króla tłumaczy zabójstwem, a jako powód podaje rzekomą niechęć chorwackiej szlachty do wyprawy krzyżowej, którą na polecenie papieża miał zaplanować Zvonimir. Podanie to traktuje się jednak jako legendarne i niewiarygodne, gdyż papież wezwał do pierwszej krucjaty o wyzwolenie Ziemi Świętej dopiero w roku 1095, a jeden z dokumentów Stefana II, datowany na 8 września 1089 r., mówi o niedawno zmarłym królu Zvonimirze, nie wspominając jednocześnie o żadnym zabójstwie. Większość badaczy skłania się ku tezie, iż władca zmarł śmiercią naturalną.
Tron po Zvonimirze objął ostatni przedstawiciel dynastii Trpimirowiczów, Stefan II, bratanek Piotra Krzesimira IV. Po śmierci króla władca węgierski Władysław I Święty, powołując się najprawdopodobniej na związki dynastyczne, w 1091 r. wkroczył na terytorium Chorwacji. Niektórzy historycy nie wykluczają, że ekspansja węgierska była spowodowana działaniem żony chorwackiego króla, która motywowana chęcią utrzymania władzy poprosiła swego brata o interwencję. Choć nie ma na to świadectw chorwacka tradycja uznaje to za fakt historyczny. Po śmierci Zvonimira kraj wszedł w okres perturbacji politycznych, związanych z brakiem następcy tronu (syn Radovan zmarł jeszcze przed królem, najprawdopodobniej ok. 1083 r.). Ze związku z Heleną Lepą władca miał jeszcze córkę, Klaudię, wydaną za przedstawiciela możnowładczego rodu Lapczanich, Wonycha, któremu najprawdopodobniej władca podarował również żupanię Karina (Korin).

## W kulturze

### Legenda o śmierci króla Zvonimira
W chorwackiej tradycji funkcjonuje legenda o śmierci króla Zvonimira, która początek swój wzięła w chorwackiej redakcji Latopisu popa Duklanina z XIV/XVI w. Według przekazu anonimowego autora, król Zvonimir, za którego rządów panował powszechny ład i dostatek, zwołał wielkie zgromadzenie koło Kninu, aby na prośbę cesarza i papieża poprowadzić Chorwatów na wyprawę krzyżową. Niechętni wyprawie niewierni Chorwaci, zbuntowali się i zabili króla. Zvonimir, nim zmarł, miał na łożu śmierci rzucić klątwę na Chorwatów, przepowiadając im, że już nigdy nie będą mieli władcy własnego języka. Klątwa ta miała tłumaczyć zgubny najazd na Chorwację węgierskiego króla Kolomana Uczonego. Legendę powtarzają w różnych wariantach inni dziejopisowie, m.in. kronika polsko-węgierska, w XVI w. – Historia Salonitana, chorwacki kronikarz Ivan Tomašić, a w XVII w. – Ivan Ratkaj; różnice między poszczególnymi podaniami są znaczne.

### Chorwacka tożsamość narodowa
Król Zwonimir stanowi ważną postać w kulturze, czy polityce współczesnej Chorwacji. Jego imię jest powszechnie wykorzystywane w tym kraju, wcześniej do legendy władcy sięgała propaganda ustaszy, czy ta w czasie wojen po rozpadzie Jugosławii. Od 1995 roku urzędujący prezydent Chorwacji może nadawać Wielki Order Króla Dymitra Zwonimira.

### Gry wideo
W serii gier wideo, Crusader Kings, jednym z grywalnych władców jest Zvonimir Stjepanić Trpimirović, przedstawiony jako ban Slawonii.